# Matt Sydal
Matthew Joseph Korklan (St. Louis, 19 de março de 1983) é um lutador de wrestling profissional estadunidense, que atualmente trabalha para o All Elite Wrestling sob o nome de ringue Matt Sydal. Ele é mais conhecido pelo seu trabalho na WWE, sob o nome de ringue Evan Bourne.
Antes de ser contratado pela NJPW, Korklan lutou na WWE como "Evan Bourne" e também já trabalhou no circuito independente, em promoções como IWA-Mid South, Ring of Honor e outras promoções japonesas como Dragon Gate, sob o nome de "Matt Sydal". Korklan também lutou na Wrestling Society X e na Total Nonstop Action Wrestling. Na WWE, Korklan ganhou o WWE Tag Team Championship uma vez, com Kofi Kingston.

## Carreira no wrestling profissional

### Treinamento e circuito independente (2000–2007)
Korklan estava no time de wrestling de seu colégio. Em seu último ano, Korklan começou a treinar na promoção Gateway Championship Wrestling, em St. Louis, Missouri. Após três meses de treinamento, Korklan começou a lutar na GCW em 20 de outubro de 2000, tornando-se a primeira pessoa com menos de 18 anos a receber uma licença de lutador em Missouri. Antes disso, Korklan lutou sob o nome Lance Sydal em uma promoção de backyard wrestling,  Saint Peters Wrestling Organization.
Em 2003, Korklan (agora conhecido como Matt) formou um grupo na GCW, conhecida como Operation: Shamrock. Além disso, Korklan e Billy McNeil formaram uma dupla. Operation: Shamrock manteve uma rivalidade com os vilões Ministry of Hate faction, liderados por Nikki Strychnine.

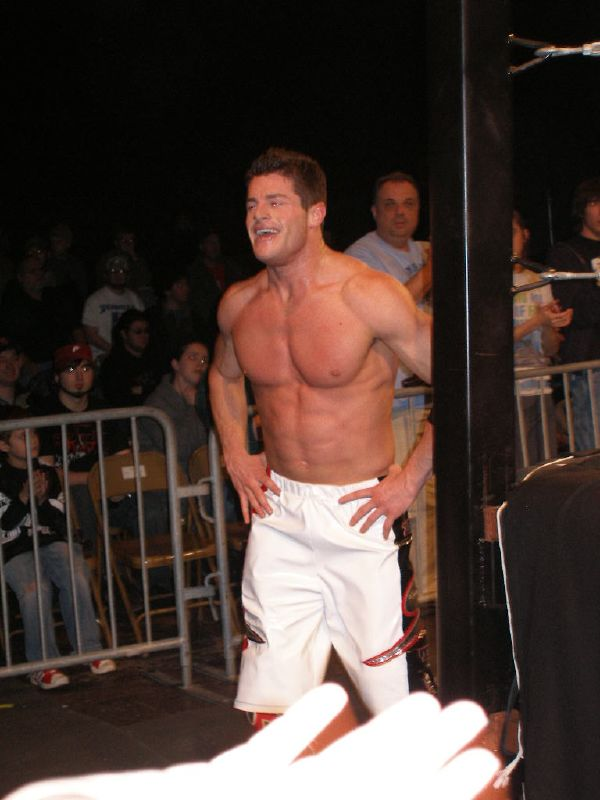
Sydal na Chikara em 2007

Korklan estreou na Independent Wrestling Association Mid-South (IWA Mid-South) em novembro de 2003, combinando dois nomes antigos, Matt Sydal. Ele ganhou seu primeiro título, o IWA Mid-South Light Heavyweight Championship, em 17 de janeiro de 2004, ao derrotar J.C. Bailey. Sydal perdeu o título para Delirious em 26 de junho de 2004. Sydal se uniu a NWA Midwest no mesmo ano. Em 30 de julho, ele derrotou Justin Kage para ganhar o NWA Midwest X Division Championship, perdendo o título para Delirious após mantê-lo por quase um ano. Sydal se aliou a Daizee Haze, derrotando Delirious e MsChif. Como estipulação para a luta, Sydal ganhou o título. Sydal perdeu o título para Jayson Strife quatro meses depois antes de deixar a promoção.
Sydal lutou em diversas promoções independentes durante seu tempo na IWA. Ele perdeu três vezes para a A.J. Styles em uma curta rivalidade. Ele também enfrentou CM Punk, Chris Sabin e Nate Webb. Em 24 de setembro de 2005, Sydal ganhou o quinto torneio Ted Petty Invitational, derrotando El Generico, Tyler Black e Sabin para chegar a final do torneio, onde derrotou Kevin Steen e Arik Cannon. Sydal apareceu frequentemente na IWA, até agosto de 2007.

### Total Nonstop Action Wrestling e Ring of Honor (2004-2007)
Sydal estreou na Total Nonstop Action Wrestling (TNA) no evento pay-per-view Victory Road como um participante da luta Gauntlet for the Gold, onde lutam duas pessoas no ringue e um novo lutador entra quando um deles é eliminado, até terminar os vinte competidores. Sydal foi o décimo segundo a entrar e o oitavo a ser eliminado, permanecendo apenas 4 minutos e 10 segundos antes de perder para Alex Shelley. Ele também participou de uma votação para enfrentar Christopher Daniels no Sacrifice, porém acabou perdendo para Austin Aries. Sydal foi muito pouco aproveitado na TNA, aparecendo como um lutador intermediário e que quase nunca era designado para vencer uma luta.

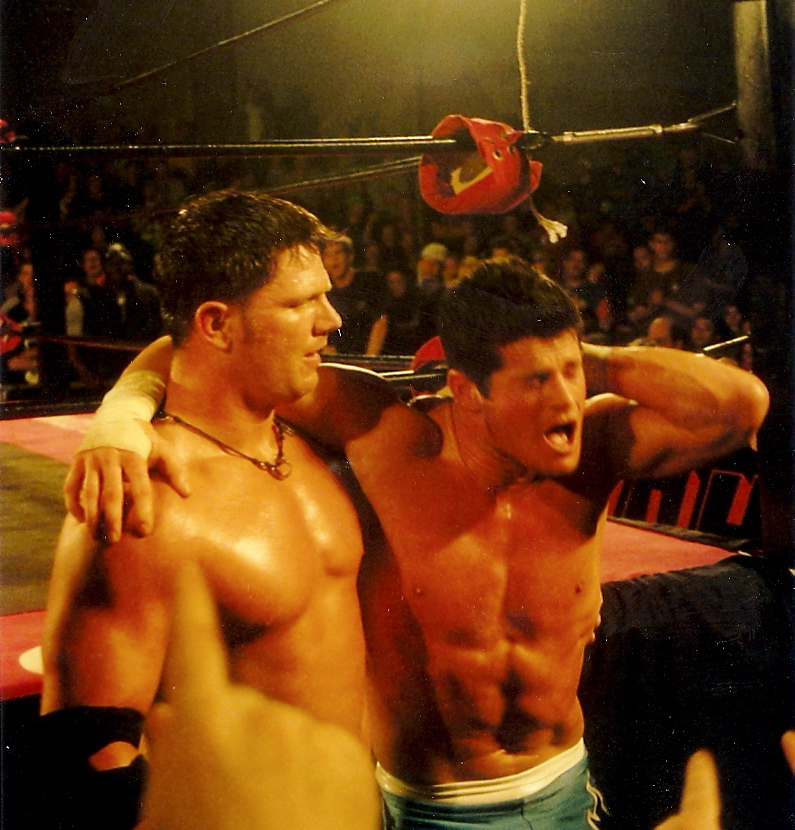
Bourne com A.J. Styles (esquerda) na Ring of Honor em 2007.

Até agora Matt era um lutador habilidoso, todavia sem mic-skill até ele ser contratado pela Ring of Honor. Nesta ele finalmente evoluiu, melhorou sua habilidade in-ring e sua mic-skill, começou a engatinhar na ROH, ele duas vezes conquistou o título de duplas mas o que o trouxe  foi sua gimmick após desfazer a dupla com Christopher Daniels, foi nessa parte que ele recebe proposta de grande companhias tais como a TNA, WWE e Dragon Gate.
Ele recusa os grandes contratos e escolhe a um open contract com Dragon Gate foi uma passagem curta sem nada de especial, após a tour ter acabado ele ingressou na desconhecida Wrestling Society X da emissora de televisão MTV, mas a WSX não tinha bookers decentes ou sequer títulos por isso rapidamente a WSX faliu deixando Matt novamente desempregado, ate que ele decide voltar para a Dragon Gate onde teve mais uma curta passagem.

### World Wrestling Entertainment

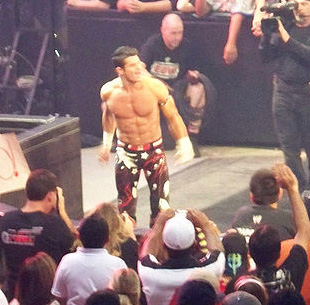
Bourne fazendo sua entrada em um episódio da ECW

Após mais uma passagem pelo wrestling sem muitos momentos marcantes, Matt assina um contrato de desenvolvimento com a WWE, após um ano na OVW e uma luta na FCW chegou a estreia de Matt.

### 2008
Matt fez sua debut como jobber na edição de 3 de junho da ECW, enfrentando Shelton Benjamin e perdendo por count-out. Depois disso Matthew finalmente assinou um contrato com a WWE sob o ring name Evan Bourne, onde no inicio obteve apenas mini-feuds, mas durante tudo isso ganhou grande ovação da crowd se tornando imediatamente um Baby-Face muito conhecido pela sua grande agilidade, levando Evan a passar mais da metade da luta voando com maestria o que impressionou a todos, todavia Evan nessa época não teve uma promo sequer sendo o maior destaque de sua carreira na época uma chance pelo título contra Matt Hardy no Cyber Sunday terminada com a vitória de Hardy.
Evan continuou a lutar na ECW com Mini-feuds enquanto se aproxima a Wrestlemania XXV, na qual lesiona seu tornozelo deixando-o fora de ação por 3 meses.

### 2009

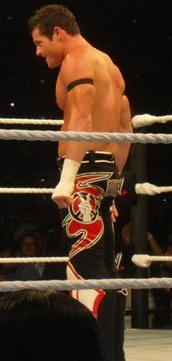
Evan Bourne em uma Raw brand house show em Setembro 2010

Evan fez o seu retorno na ECW, no dia 17 de Março de 2009, derrotando Jamie Noble.
No dia 24 de Março, junto com Tommy Dreamer derrotou Tyson Kidd e Jack Swagger, usando o Shooting Star Press como finisher e fazendo o pin em Kidd. No WWE Draft, Bourne foi derrotado por Rey Mysterio. No Raw de 29 de junho, foi revelado que Bourne foi transferido para a brand.

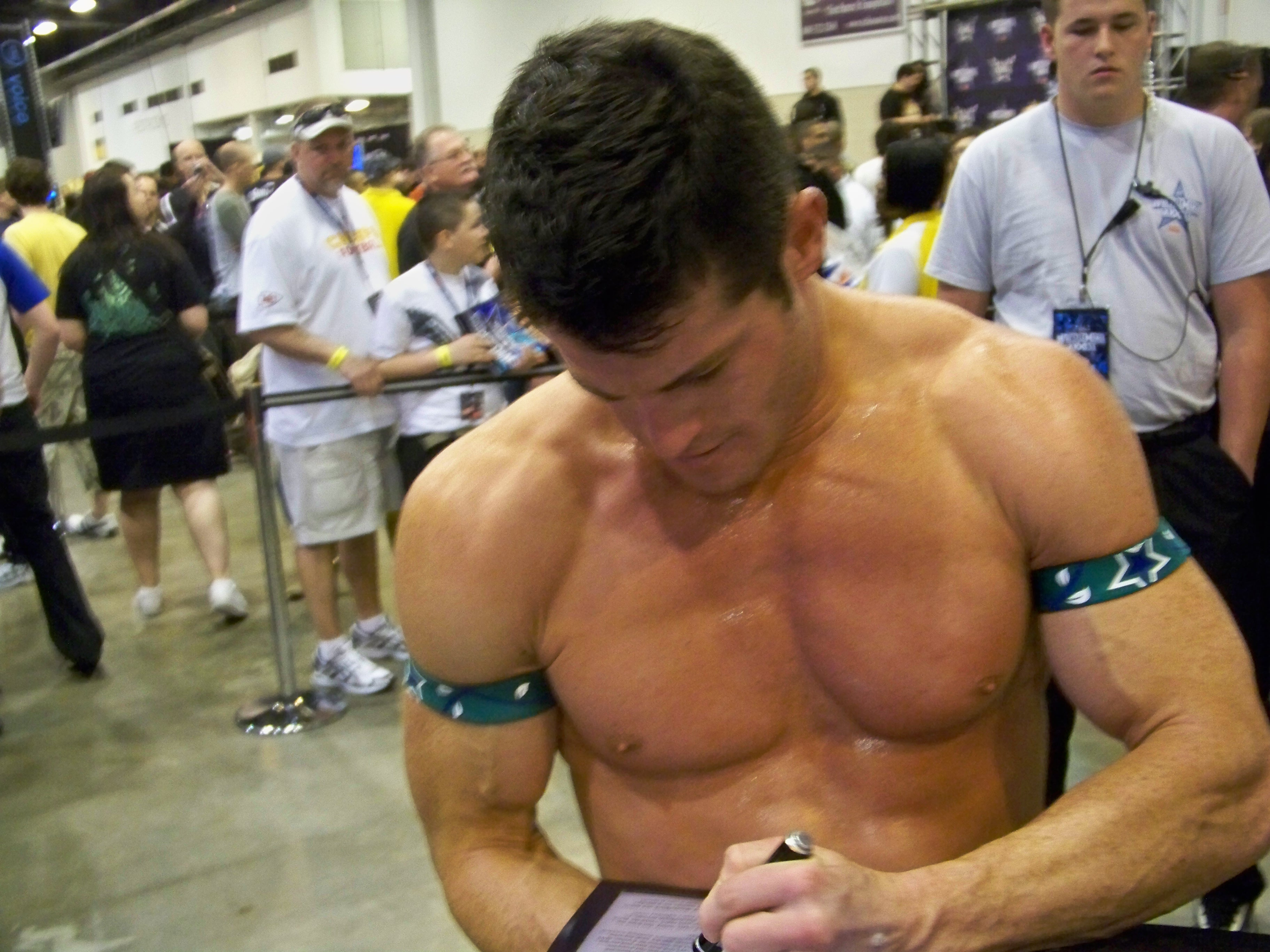
Korklan en Wrestlemania XXV Fan Axxess

### 2010
Evan fez seu debut no RAW numa Gauntlet Match entrando como primeiro mas rapidamente sendo eliminado. Após sua debut Evan teve várias chances a titles mas em nenhuma venceu, participando até da Royal Rumble Match, mas acabou eliminado antes do 20º participante. Na Wrestlemania XXVI Evan participou da Money in the Bank Ladder Match, no qual o vencedor foi Jack Swagger.
Numa edição do Raw, Edge começa a fazer uma promo sobre a Fatal Four Way quando Evan Bourne aparece e começa a discutir com Edge, ele o ataca mas Evan reverte e quando vai aplicar seu Shooting Star Press, Edge reverte e aplica um Spear, após isso no Main Event, John Cena diz que escolheu outro parceiro, assim Evan aparece no gate e participa da luta sendo uma tag team match contra Sheamus e Edge, no qual Bourne derrota Sheamus após um Shooting Star Press. No Pay Per View WWE Money in the Bank Evan Bourne foi um dos participantes da Money in the Bank Ladder Match da RAW, na qual The Miz venceu. Na Raw, em uma luta qualificatória para o time da Raw no Bragging Rights, contra CM Punk, mas acabou perdendo a luta, depois da luta, ele foi atacado por CM Punk. Devido a esse ataque, ele se lesionou e ficou inativo por 4 meses.

### 2011
Retornou dia 28 de fevereiro, no RAW onde derrotou Sheamus após Triple H aplicar um pedigree na mesa, e finalizou com o Air Bourne. No RAW de 22 de agosto, Evan Bourne e Kofi Kingston lutaram contra David Otunga e Michael McGillicutty pelo WWE Tag Team Championship, Evan e Kofi venceram após um Air Bourne de Evan em Otunga. Esse é o primeiro título que Evan ganhou na empresa, título esse que defenderam durante 146 dias, em vários shows (Raw, Smackdown e WWE Superstars) e Pay-per-views, até perderem para Primo e Epico num House Show, a dupla se desfez e Evan Bourne se lesionou e ficou mais de um ano afastado.

#### Demissão (2014)
Em 2014, a WWE demitiu vários lutadores de seu roster, incluindo Evan Bourne.

### Retorno ao Circuito Indepedente (2014-2015)
Entre os dias 30 e 31 de agosto, ele participou da Battle of Los Angeles de 2014. Após uma vitória contra Chris Hero, Sydal foi eliminado do torneio por Kenny Omega. Em 7 de fevereiro de 2015, Sydal fez sua estreia pela Family Wrestling Entertainment (FWE), onde desafiou Paul London pelo FWE Tri-Borough Championship, mas acabou sendo derrotado. Em dezembro de 2015, Sydal desafiou Roderick Strong pelo PWG Wold Championship, mas não conseguiu vencer.
Em outubro de 2015, em um show na Coreia do Sul, Sydal conquistou o PWF Lord of the World Championship, derrotando Namsuk Kim, antes de ser derrotado em uma revanche pelo título. Esse foi o primeiro título conquistado por Sydal após a sua saída da WWE.

### Evolve (2014)
Em 8 de agosto, Sydal fez sua estreia pela Evolve, derrotando Johnny Gargano. Na noite seguinte, ele desafiou Ricochet para uma luta pelo Open the Freedom Gate Championship no EVOLVE 32, mas não conseguiu vencer.

### Pro Wrestling Guerrilla (2014-presente)
Sydal fez sua estreia pela Pro Wrestling Guerrilla na edição de 2014 do Battle of Los Angeles em uma luta conta Chris Hero.

### Retorno à Ring of Honor (2014)
Em 27 de setembro de 2014, Sydal fez retorno à Ring of Honor, onde foi derrotado por A.J. Styles durante as gravações do Ring of Honor Wrestling.

### New Japan Pro Wrestling (2015-2016)
Em 23 de setembro de 2015, Sydal fez sua estreia pela New Japan Pro Wrestling no Destruction in Okayama de 2015, fazendo dupla com Hiroshi Tanahashi em uma luta de duplas contra Back Luck Fale e Tama Tonga. Em 2016, sua página foi removida do site da NJPW.

### Estreia na All Elite Wrestling  (2020-presente)
Em 15 de Setembro de 2020, Sydal fez seu debut na All Elite Wrestling (AEW) nas gravações do AEW All Out, participando no casino battle royal em sua primeira luta.

## No wrestling

Bourne aplicando um "Air Bourne" em Chris Jericho em 2010.

- WWE
  - Movimentos de finalização
    - Air Bourne[23] (Shooting star press)[4][24]

  - Movimentos secundários
    - Corkscrew plancha[4]
    - Frankensteiner,[24][25] às vezes da corda mais alta[26]
    - Headscissors takedown[27][28]
    - Múltiplas variações de chutes
      - Drop,[29] às vezes da corda mais alta[29]
      - Roundhouse[24][30]

    - Standing moonsault,[28] às vezes da corda mais alta[24]
    - Suicide dive[4]

  - Alcunhas
    - "Air Bourne"[31][32]

  - Temas de entrada
    - "Axeman" por Damian Wes, Lenny Charles e Sparky Buddha (10 de junho de 2008 – 23 de julho de 2009)[33][34]
    - "Born to Win" por Mutiny Within e Jim Johnston (27 de julho de 2009 – presente)[35][36]
    - "Born to SOS" por Mutiny Within e Collie Buddz[37]  (5 de setembro de 2011 – 3 de outubro de 2011; enquanto parte do Air Boom)
    - "Boom" por Jim Johnston (7 de outubro de 2011 – 16 de janeiro de 2012; enquanto parte do Air Boom)
- Circuito independente
  - Movimentos de finalização
    - Aftershock (Gory neckbreaker)[4]
    - Cyclorama (circuito independente)[5][38] / Sydal Special (Dragon Gate)[39] (Belly to belly moonsault slam)[5]
    - Double Helix[5] (Springboard corkscrew moonsault)[5]
    - Here It Is Driver[40] / Here We Go Driver[5] (Pumphandle half nelson driver)[5]
    - Shooting Sydal Press[41][42] (Shooting star press)[4][25]

  - Movimentos secundários
    - Cannonball (Diving leg drop)[4][43][44][45]
    - Corkscrew plancha[4]
    - Cradle suplex[4]
    - Dragonrana[4]
    - Inverted leg drop bulldog em um pin[4]
    - Múltiplas variações de chutes
      - Corner drop, às vezes seguido de um catapult[38]
      - Enzuigiri[4]
      - Shining wizard a um oponente no córner[4]

    - Springboard em um 450° splash[4] ou corkscrew senton[4]
    - Standing moonsault[38]
    - Suicide dive[4]

  - Managers
    - Daizee Haze[46]
    - Jade Chung[4]
    - Lizzy Valentine[38]
    - Allison Danger[4]
    - Larry Sweeney[47]

  - Temas de entrada
    - "Clavicle" por Alkaline Trio[48]
    - "Axeman" by Jim Johnston[48]
    - "Born to Win" por Mutiny Within[48]

## Títulos e prêmios
- Dragon Gate

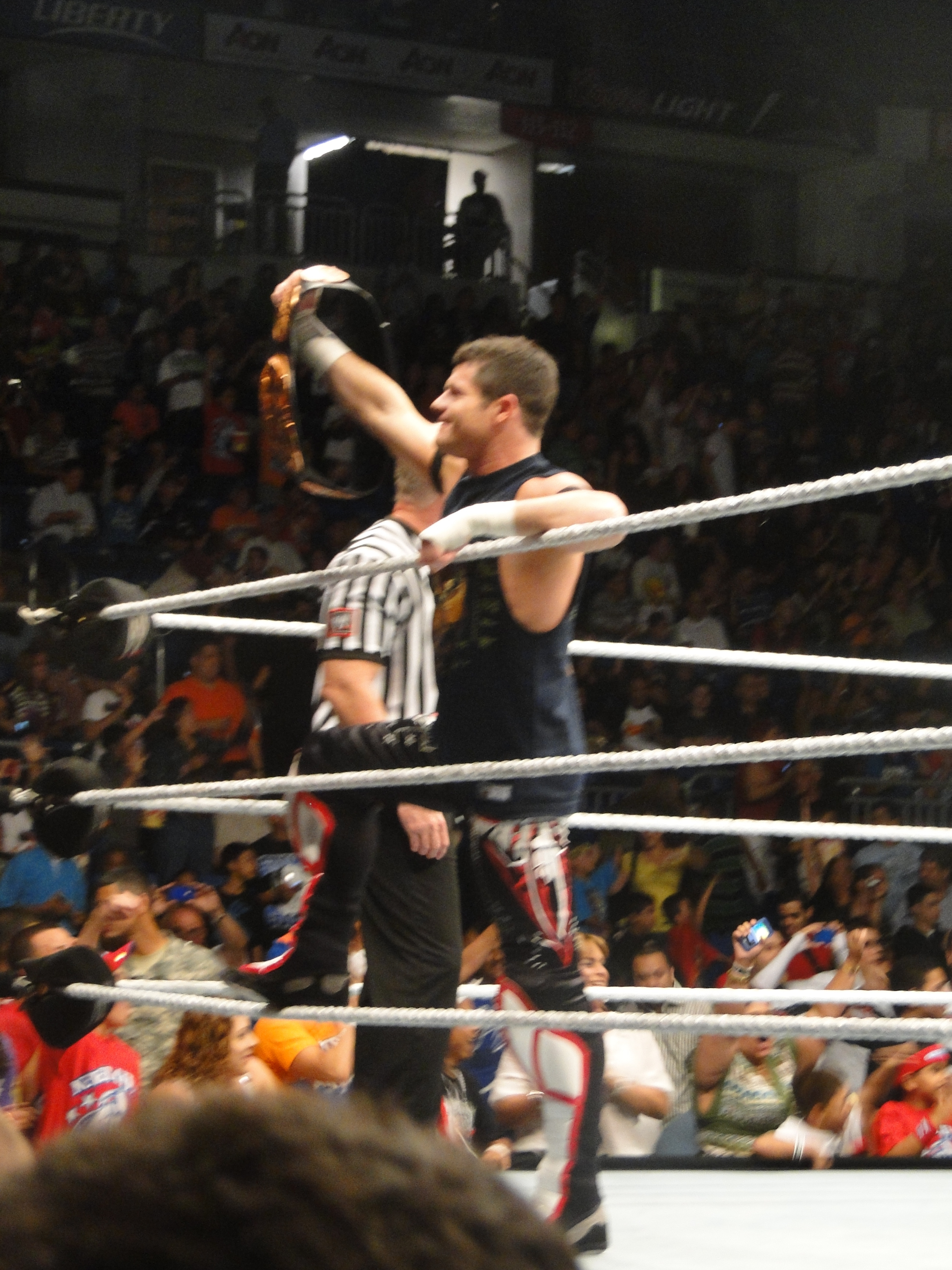
Evan Bourne com o WWE Tag Team Championship.

  - Open The Brave Gate Championship (1 vez)[49]
- Independent Wrestling Association Mid-South
  - IWA Mid-South Light Heavyweight Championship (1 vez)[7]
  - Ted Petty Invitational (2005)[9]
- NWA Midwest
  - NWA Midwest X Division Championship (2 vezes)[8]
- Ohio Valley Wrestling
  - OVW Heavyweight Championship (1 vez)[50]
- Pro Wrestling Illustrated
  - PWI o colocou na #63ª posição dos 500 melhores lutadores individuais em 2009 e 2010[51][52]
- Ring of Honor
  - ROH World Tag Team Championship (1 vez) – com Christopher Daniels[53]
- Total Nonstop Action Wrestling
  - Impact Grand Championship (1 vez; atual)[54]
- World Wrestling Entertainment / WWE
  - WWE Tag Team Championship (1 vez) – com Kofi Kingston[55]
  - Slammy Award por Melhor Movimento de Finalização (2008) - Shooting Star Press[56]
- Wrestling Observer Newsletter
  - Melhor Lutador Voador (2008)
  - Melhor Movimento (2008) - Shooting Star Press
  - Mais Subestimado (2009)